# Коваленский, Михаил Ильич
Михаил Ильич Коваленский (28 февраля (12 марта) 1817 — 3 (15) декабря 1871) — военный инженер, филолог, лингвист и переводчик, педагог-методист и кавказовед, политэконом, административный, судебный и земский деятель, действительный статский советник.

## Биография
По происхождению считался представителем особой социальной группы так называемых «дворянских воспитанников». Отец — чиновник особых поручений при московском военном генерал-губернаторе, статский советник и кавалер Илья Михайлович Коваленский, из дворянского рода Коваленских малороссийского происхождения. Мать — Марфа Григорьевна, крепостная девица отца, получившая вольную. Дед — рязанский гражданский губернатор, тайный советник М. И. Коваленский.
Как сын бывшей крепостной крестьянки, при рождении был записан в «купеческое сословие», что стало распространенной практикой в России XIX века. Дворянские воспитанники, получавшие купеческую «прописку» своего происхождения, имели право на получение среднего и высшего образования, вступления в гражданскую, или военную службу, наследования дворянского имущества, и нередко выслуживали личное и потомственное дворянство, не становясь полноправными членами дворянского рода отца. «Купеческое» происхождение М. И. Коваленского является формальным. По служебным заслугам, в 1861 году М. И. Коваленский с потомством внесён во II ч. Родословной книги дворянства Московской губернии.
Первоначальное образование получил домашнее, в отцовском имении Чёрная Слобода, Сапожковского уезда, Рязанской губернии. Его гувернером и воспитателем был английский миссионер Мельвиль, в связи с чем Коваленский в совершенстве владел английским языком. По воспоминаниям С. М. Соловьёва (младшего), он знал не только европейские, «но и восточные языки: арабский и персидский, сам составил грамматику неисследованного раньше кавказского диалекта»
В 1835 окончил полный курс наук юридического ф-та С.-Петербургского ун-та, со степенью кандидата прав. С 25 марта (6 апреля) 1837 вступил в военную службу юнкером лейб-гвардии Саперного батальона. В чинопроизводстве офицеры этого воинского формирования приравнивались к офицерам гвардейской артиллерии. В офицерском чине инженер-прапорщика с 8 (20) января 1838 прикомандирован для продолжения образования к Главному инженерному училищу в С.-Петербурге; в 1839 из верхнего офицерского класса училища выпущен поручиком в полевые инженеры, с причислением к Генеральному штабу.
В том же — 1839, направлен на службу полевым инженер-поручиком Отдельного Оренбургского корпуса. В Оренбурге познакомился со своей будущей супругой. В 1840 году М. И. Коваленский участвовал в экспедиции против Хивы.

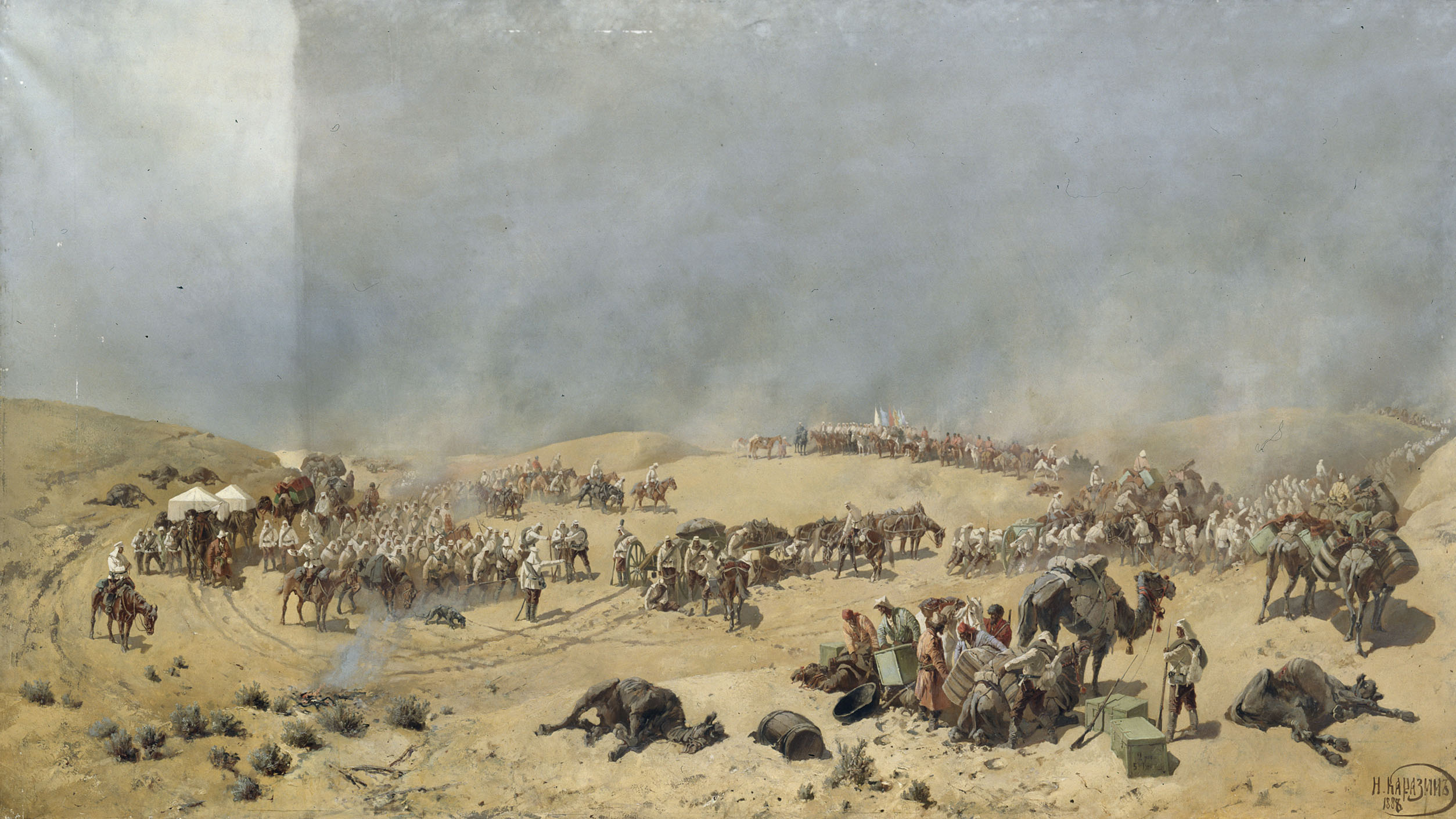
Хивинский поход
(художник Н. Н. Каразин)

Затем прикомандирован к Корпусу инженеров военных поселений (К. И. в. п.) — учреждению Департамента военных поселений Военного министерства. Корпус занимался военной инфраструктурой: обустройством городков и крепостей, принадлежавших военным поселениям; строительством отдельных зданий, находящихся вне крепостей; гидротехническими работами по военному ведомству; строительством путей сообщения и др.
В 1841—1842 состоит полевым инженер-поручиком V Округа К. И. в. п. — в Чугуеве; с 13 (25) февраля 1842 из полевых инженер-поручиков Инженерного корпуса переводится тем же чином в К. И. в. п.; в 1843—1844 тем же чином, затем штабс-капитаном III Округа К. И. в. п. — в Вильне; с 21 января по 1 апреля 1844 уволен в отпуск; в 1845—1848 тем же чином состоит военным инженером II Округа К. И. в. п. — в Москве, в должности начальника 3-го отделения воинских зданий (Хамовнические казармы); с 15 (27) июля 1848 из штабс-капитанов К. И. в. п. пожалован капитаном. В 1845 женился в Москве.
В том же — 1848, прикомандирован к Главному инженерному управлению в С.-Петербурге «для занятий». После переподготовки, из капитанов К. И. в. п., ВП от 27 сентября (9 октября) 1849, назначается на должность инспектора казённых училищ Кавказского учебного округа (КУО), с зачислением по армии майором.
Переводится служить на Кавказ, в Тифлис. Будет служить в той должности до 1856, одновременно замещая должности: члена совета попечителя КУО; члена комитета для начертания учебных пособий КУО; управляющего на правах директора Шемахино-Дербентской дирекцией училищ КУО. ВП от 7 (19) февраля 1853, из армии майоров переименовывается в чин коллежского асессора, с оставлением в должности инспектора казённых училищ КУО и управляющего Шемахино-Дербентской дирекцией училищ. В той должности, указом от 16 (28) апреля 1853, уже в чине надворного советника, награждён орденом Святой Анны 2 степени, по представлению наместника Кавказского об отлично-усердной службе, согласно удостоения Кавказского комитета. Из коллежских советников с 11 (23) декабря 1854 пожалован в чин статcкого советника, со старшинством с 9 (21) декабря 1854 и с оставлением в занимаемых должностях и званиях.
С 12 (24) апреля 1856 в том же чине статского советника перемещён управляющим Палатой государственных имуществ Ставропольской губернии, и по должности состоял директором Ставропольского тюремного комитета.
С 16 (28) августа 1857 в том же чине перемещён управляющим Палатой государственных имуществ Воронежской губернии, и по должности состоял директором Воронежского тюремного комитета. В том же — 1857, пожалован орденом Святой Анны 2 степени, украшенного императорской короной. В 1858 пожалован добавочным жалованием по 1000 руб. в год. С 1 (13) мая 1859 пожалован чином действительного статского советника и с 26 октября (7 ноября) 1859 выходит в отставку. Был в отставке по 22 июня 1861.
С 22 июня (4 июля) 1861, а по другим данным — с 22 июля 1861, по ведомству Министерства юстиции, утверждён мировым посредником по Звенигородскому уезду Московской губернии. Тяжело переживая смерть старшего сына, с 30 июня (12 июля) 1865 вновь вышел в отставку. Затем избирался от Звенигородского уезда членом постоянной и финансовой комиссий Московского губернского земского собрания (03.10.1865-02.12.1868).
До 1-го июля 1866 вновь поступил на службу, по ведомству М-ва юстиции, мировым судьей 3-го участка Звенигородского у., а 2-го октября того же года перевёлся членом Московского окружного суда, по гражданскому отделению, прослужив в этой должности до своей кончины. Определением Правительствующего Сената от 14.04.1866, утверждён участковым мировым судьей по Звенигородскому уезду Московской губернии. Определением Правительствующего Сената от 04.02.1869, утверждён по Звенигородскому уезду почётным мировым судьей. Определением Правительствующего Сената от 11.10.1871, утверждён по Звенигородскому уезду почётным мировым судьей на новое 3-летие.
В том же — 1866, был пожалован орденом Святого Владимира 3 степени. В ноябре 1872 он должен был выйти в отставку, и, по воспоминаниям современников, «хотел принять на себя звание присяжного поверенного». Однако, кончина не позволила стать адвокатом.
Несмотря на то, что во время службы на Кавказе Михаил Ильич играл заметную роль в местном ученом обществе, современникам он остался памятен в первую очередь в связи с активной деятельностью в Москве и в Московской губернии при осуществлении крестьянской и судебной реформ 1860-х годов. За труды по крестьянской реформе награжден серебряным знаком отличия «За введение в действие положений 1861 года. 17 апреля 1863». За кавказскую службу был награждён светло-бронзовой медалью «В память войны 1853—1856», на Владимирской ленте.
Погребен на кладбище московского Новодевичьего монастыря.

## Санкт-Петербургский университет
Получив в Чёрной Слободе прекрасное «англоманское» домашнее образование, Коваленский передал эту изюминку воспитания своим детям, в том числе матери поэта-символиста С. М. Соловьёва. Тот вспоминал, что его мать и дед «постоянно и читали, и думали по-английски». Со времени учебы в С.-Петербургском университете Коваленский выделялся среди сокурсников не только своими способностями, но и этой, не столь характерной для того времени, особенностью образования. Об этом оставил воспоминания учившийся вместе с ним в университете В. В. Григорьев, товарищ русского историка Т. Н. Грановского.
В. В. Григорьев писал, что к концу 1833 «относится и сближение Грановского с некоторыми товарищами по университету, послужившее основанием для приятельских связей, по крайней мере, на остальное время университетского курса и ближайшие к нему годы». Одним из таких товарищей в период студенческих лет, судя по всему, и был М. И. Коваленский, который, как писал Григорьев, «знал по-английски лучше обоих нас». Грановский и Григорьев в 1834 пригласили его принять участие в совместном переводе романа Дж.-Ю. Морьера (1780—1849) «Zohrab the hostage» (Зораб-заложник), «чтоб иметь более опоры». Взяться за перевод английского романиста сокурсники по университету решили постольку, поскольку им «показалось унизительным переводить с французского: кто ж не знает по-французски? Вот кабы перевести что-нибудь с английского — другое дело, рассуждали мы <…> Часть этой общей работы, то есть несколько первых глав романа, были даже напечатаны в „Сыне Отечества“ 1834 года».

## Хивинский поход
В знаменитом Хивинском походе генерал-лейтенанта графа В. А. Перовского, управлявшего Оренбургским краем, инженеру-поручику М. И. Коваленскому выпала двусмысленная роль.
Одной из целей похода, по факту являвшегося боевой операцией Отдельного Оренбургского экспедиционного корпуса, была заявлена научно-исследовательская цель. С.-Петербургскую Академию наук интересовало изучение бассейна Аральского моря и русла реки Аму-Дарьи. Научное сообщество, как и полтора столетия назад, хотело выяснить, впадает ли река в Каспийское море, где находятся её истоки и возможно ли изменить направление её течения для организации водного торгового пути из Хивы в Россию и дальше, в Европу. Кроме того, с секретной миссией в экспедицию был направлен знаменитый русский путешественник и географ, будущий член-учредитель Императорского Русского географического общества, отставной штаб-ротмистр П. А. Чихачев, который должен был через Тибетские горы отправиться на разведку в Индию. План экспедиции, подготовленный Академией наук, имел в виду в первую очередь научно-исследовательские цели, но граф В. А. Перовский его отверг в пользу военно-стратегического замысла покорения Хивы. Многие включенные в экспедицию ученые, узнав об этом, даже не выехали в Оренбург. Те же, кто уже прибыл в город, намерены были отказаться от участия в походе, поскольку собирались участвовать в научных исследованиях, а не в боевых столкновениях.
Не в силах официально изменить высочайше утвержденный план Академии наук, Перовский пошел на хитрость и «как бы в разрез своим действиям, для приобретения тех же ученых сведений, означенных в проекте, послал на Аральское море инженер-поручика Ковалинского». Таким образом, Михаил Ильич, сам того не ведая, стал спасителем научной миссии экспедиции, разработанной по плану Академии наук.

## Научная и общественная деятельность
В должности инспектора казённых училищ Кавказского учебного округа Коваленский занимался вопросами организации учебного процесса в заведениях, ему подведомственных. Но прежде всего он интересовался филологическими и этнографическими изысканиями на Кавказе, не был чужд естественным наукам. Этим занятиям способствовал разъездной характер его службы. Большое влияние на этот интерес оказывали научные исследования его тестя Г. С. Карелина. М. И. Коваленский собрал гербарий растений Закавказья, который был обработан и описан С. С. Щеглеевым, членом Императорского Московского общества испытателей природы и хранителем его ботанической коллекции. Результатом его работы стало описание шести новых, ранее неизвестных видов растений кавказской флоры, которые легли в основу двух статей Щеглеева: «Описание некоторых новых или малоизвестных кавказских растений» и «Классификация нескольких новых растений Кавказа», — написанных и опубликованных им в Бюллетени МОИП, издававшемся на французском языке. Эти брошюры были переданы Коваленским в дар библиотеке Кавказского отдела Императорского Русского географического общества как его вклад в деятельность по естественно-научному изучению Закавказья.
В материалах Кавказского отделения ИРГО содержится не много упоминаний о деятельности М. И. Коваленского в качестве члена отдела. Служебные обязанности чиновника в столь обширном крае, связанные с постоянными командировками, занимали слишком много времени. Как и другие члены КО ИРГО, он внёс вклад в создание его библиотеки. Однако, из имеющихся сведений видно, что М. И. Коваленский с наибольшим интересом занимался лингвистическими изысканиями, и прежде всего языком удинов — одного из малочисленных коренных народов Кавказа, вызывавших неподдельный интерес у русского правительства. Именно с этими исследованиями связаны упоминания о филологических заслугах М. И. Коваленского в материалах Кавказского отдела, биографических статьях, ему посвященных, и в воспоминаниях его родственников.

### Забытый лингвист
Изучение удинского языка — лишь часть общих лингвистических работ по исследованию кавказских языков и их диалектов, которым занимались многие члены Кавказского отдела с самого начала его деятельности. Ещё в 1849 наместник Кавказа, выступая в Тифлисской дворянской гимназии в связи с учреждением Кавказского учебного округа, обратил особое внимание на преподавание языков: «Каждый местный житель должен хорошо знать русский язык, а от каждого русского обязательно требуется знание не менее двух местных языков»
Ученые-кавказоведы, к которым относится Михаил Ильич Коваленский, вели огромную работу по изучению и обустройству края: собирали сведения по этнографии горских народов; писали научные работы и обсуждали результаты проведенных исследований; принимали участие в научных поездках, которые, как правило, совмещались со служебными командировками; публиковали книги; изучали кавказские языки; готовили азбуки, буквари и учебники на русском языке; занимались организацией обучения в горских училищах и школах; разрабатывали для высших учебных заведений программы подготовки управленческих кадров для работы на Кавказе. Эти исследования составляли едва ли не главное направление деятельности Кавказского отдела ИРГО в первое десятилетие работы. Связано такое внимание было не только с собственно научными задачами лингвистики и преподаванием языков в учебных заведениях, но и более всего с необходимостью скорейшего решения одной из важнейших военно-стратегических проблем — приведения существовавших карт местности в соответствие с потребностями русской армии.
Для решения проблемы, касавшейся пересмотра и исправления терминологии карт края, Кавказским отделом была предложена специальная программа, которая заключалась в следующем: «для достижения этой цели предстоит трудная и продолжительная работа — составить критический каталог названий, селений, гор и урочищ. В этом каталоге нужно поместить: 1) названия, которые селения и проч. носят на нашей карте; 2) то название, которое дано ему на съемках, произведенных в разное время, тщательно сблизив эти съемки; 3) то, которое исправлено гг. членами Географического общества (10-верстная карта по имеющимся у них сведениям); 4) то, которое означено в списках, доставленных в Генеральный штаб от уездных или главных военных начальников; 5) названия оного на местных языках, если население разноплеменное; 6) объяснение значения оного по-русски; 7) объяснение, когда и кем доставлено каждое сведение, ибо это отчасти определит степень достоверности оного; 8) объяснение, какие имеются ещё сведения об этом в Генеральном штабе, — только по этим данным можно проследить за ходом изменений, произшедших в наименовании селений на карте, и особый комитет может окончательно положить главные основания для исправления номенклатуры в наших картах»
Удины компактно проживали всего в двух селениях: Варташен и Нидж — Нухинского уезда. Особый интерес к ним русского правительства объяснялся исключительно тем, что удины, окруженные, выражаясь терминологией XIX в., варварскими мусульманскими племенами, исповедовали христианство. Интерес русских ученых к удинам возник ещё в начале 1820-х, когда в результате русско-персидских войн 1804—1813 и 1826—1828 годов к России были присоединены территории Азербайджана. Несмотря на то что к 1850-м годам в научном сообществе уже сложилось мнение об удинах как потомках народа, некогда населявшего Кавказскую Албанию сохранение ими христианской веры в условиях, когда с VIII в. началось завоевание Закавказья Арабским халифатом и здесь в течение целого тысячелетия шла не только исламизация этих территорий, но и арменизация, грузинизация и тюркинизация удинов, разрушение христианских святынь и уничтожение письменной культуры этого народа, стало настоящим открытием, если не сказать, шоком, для русского правительства. Феномен удинов вызвал пристальное внимание Императорского Русского географического общества с начала его деятельности.
Изучение этнографии и языка удинов Кавказским отделом первоначально было связано, с одной стороны, с предположением, не являются ли удины переселенцами — потомками народов, населявших когда-то территорию Восточной Сибири (приграничные земли Алтая с Китаем), с другой — с предположением об их родстве с вотяками, живущими в Минской губернии. Разрабатывая этот вопрос в связи с обращением экзарха Грузии Исидора, по поручению которого нухинским священником Хуциевым и варташенским священником Андреем Челокаевым в 1852 был составлен первый русско-удинский словарь, включавший всего 325 слов, Кавказский отдел выяснил, что никакого отношения азербайджанские удины к этим территориям не имели.
В октябре 1853 Совет ИРГО обратился в Кавказский отдел с просьбой «дополнить присланный из отдела сборник удинских слов, вставив на прилагаемых при сем печатных экземплярах, в графах, оставленных белыми, во-первых, заметки о способе произношения удинских слов и, во-вторых, удинский перевод некоторых русских слов, которые не были помещены в доставленном от отдела сборнике». Распорядительный комитет, рассмотрев обращение, постановил: «препроводить печатные экземпляры сборника удинских слов и дополнения к нему, составленного в Обществе, к Высокопреосвященному Экзарху Грузии и к Попечителю Кавказского учебного округа, с покорнейшею просьбою собрать, через подведомственных им лиц, знакомых с удинским наречием, желаемые сведения и доставить в отдел, для сообщения Обществу. С этой целью передать один экземпляр сборника с дополнением д. члену М. И. Коваленскому, занимающемуся приготовлением довольно обширного труда об удинском языке»
Это первое упоминание о работе М. И. Коваленского над грамматикой удинского языка, о чем говорится в биографических статьях, ему посвященных. На него, как инспектора казённых училищ Кавказского учебного округа, согласно Положению об округе, была возложена обязанность директора Шамахино-Дербентского управления училищ, в ведении которого находились Бакинское, Дербентское, Нахичеванское, Шамахинское, Шушинское, Эриванское и Нухинское уездные училища. Преподавателю Нухинского уездные училища, учителю двух высших классов, Георгию Бежанову, коренному удину, попечителем Кавказского учебного округа, очевидно, через Коваленского, было поручено заняться исполнением решения ИРГО. М. И. Коваленский в своей работе неоднократно обращался к помощи Бежанова, который составил «удинский лексикончик от А до О, парадигмы склонений и спряжений и записал несколько текстов <…> Коваленский, кроме того, добыл у Бежанова заметку о произношении звуков удинского языка»
Сотрудничество Коваленского и Бежанова прервалось в связи со смертью Бежанова. Несмотря на то что Коваленский первым исполнил поручение Кавказского отдела, представив в комитет отзыв, при котором «возвращает печатный экземпляр сборника Удинских слов и дополнения к нему, с изложением всех требованных Обществом сведений и приложением особых примечаний и записки, объясняющей правильное произношение удинских слов», поручение ИРГО не считалось исполненным, поскольку отделом не был ещё получен составленный Бежановым словарь. Поэтому на том же собрании было решено «труд г. Коваленского, по получении таких же сведений, ожидаемых от высокопреосвященного Экзарха Грузии и г. Попечителя Кавказского учебного округа, представить в совет Общества»
Только в 1855 грамматика и словарь удинского языка, составленные М. И. Коваленским и Г. Бежановым, были отправлены в С.-Петербург: «Доложен отзыв г. Попечителя Кавказского учебного округа от 2 августа 1854 г. № 1695 на отношение исправляющего должность председательствующего в отделе М. П. Щербинина, от 13 января 1854 года за № 20, с препровождением программы словаря общеупотребительнейших терминов кавказских Удинов и перевода их на русский язык, составленного по поручению Попечителя Кавказского учебного округа учителем Нухинского уездного училища, происходящим из удинов, г. Бежановым. Заключено: так как к составлению означенного словаря было приступлено по желанию ИРГО и так как из трех присланных им печатных программ словаря две выполнены (гг. Коваленским и Бежановым), и только третья, сообщенная почетному члену Общества, Его Высокопреосвященству Исидору, Экзарху Грузии, остается ещё не выполненною, то, не ожидая окончания этой последней, препроводить в Общество два оконченные и представленные экземпляра словаря, а остальной отправить по получении его от почетного члена, Высокопреосвященнейшего Исидора»
Спустя несколько месяцев в С.-Петербург был отправлен исправленный словарь и доложено «отношение Синодального Члена и Почетного члена ИРГ Общества Экзарха Грузии Высокопреосвященного Исидора, от 07 апреля 1855 № 1001, при коем Его Высокопреосвященство представляет экземпляр печатных листов сборника удинских слов, по дополнении оных, согласно принятому на себя Его Высокопреосвященством труду. Заключено: так как подобные же сборники Удинских слов, по поручению И.Р.Г. Общества составленные и дополненные содействием разных членов Кавказского отдела, уже представлены в Общество, то и этот последний экземпляр поручить Правителю дел немедленно представить в Общество»
Таким образом, в 1855 в столицу было отправлено три варианта русско-удинского словаря и грамматики этого языка по программе, составленной Русским географическим обществом. Однако пальма первенства в изучении удинского языка была отдана не авторам этих изысканий, а одному из членов Кавказского отдела — А. А. Шифнеру. На основе работ Бежанова и Коваленского он обработал полученные Географическим обществом материалы и напечатал на немецком языке брошюру «Опыт описания языка удин». В ней было изложено описание удинской грамматики с кратким словарем. Именно эта печатная работа считается первым научным русско-удинским словарем.
В последующие годы об участии М. И. Коваленского в изучении языка удинов забыли: в публикациях, посвященных истории изучения этнографии удинов, о нем не упоминается. Однако именно его работа с Г. Бежановым помогла в решении одной из тех важных задач, которая была поставлена перед Кавказским отделом. В отчете отдела о его деятельности с 1859 по 1864 говорилось: «Исследование кавказских языков и наречий, как этнографический вопрос первой важности, занимало отдел почти с самого его основания. Старые члены помнят составленные по предложению бывшего Экзарха Грузии гг. Бежановым и М. И. Коваленским краткий словарь и грамматический очерк языка Удинов»
К тому времени Михаил Ильич Коваленский уже давно покинул Кавказ, перебрался в Московскую губернию, в своё имение Дедово, и прекратил сотрудничество с Кавказским отделом. Его младший брат — Д. И. Коваленский, остался жить и служить на Кавказе, был избран на должность правителя дел и развернул активную работу по реформированию деятельности Кавказского отделения ИРГО.

## Реформы 1860-х
Реформы, начатые Александром II, открыли новую веху в жизни М. И. Коваленского. Отзывы современников свидетельствуют об его авторитете в это время и характеризуют как честного, неподкупного и в высшей степени профессионального чиновника. После опубликования Императорского Манифеста от 19 апреля 1861, об освобождении от крепостной зависимости более 20 млн крестьян, Михаил Ильич «в Московской губернии был один из первых, осуществлявший на практике крестьянский вопрос. 22 июля 1861 г. он утвержден был мировым посредником по Звенигородскому уезду. Память о нем <…> дорога и помещикам, и всей той массе крестьянского населения, с которой сталкивался М. И. и как мировой посредник, и как человек. Здесь — то всецело проявлялась его честная, правдивая, неподкупная, всегда всем и каждому доступная, любящая натура. Впоследствии, когда М. И. был членом Московского окружного суда, звенигородское земство постоянно выбирало его в гласные, и несколько раз он выбран был единогласно. Факт, доказывающий то общее доверие, то уважение, которое умел заслужить себе своею деятельностью М. И.» — писали современники.
Судебная реформа сделала судей независимыми и несменяемыми. Отдавая должное служебным и моральным качествам М. И. Коваленского, и современники писали: «судьям приходилось впервые осуществлять судебную реформу, делать первый шаг. М. И. с достоинством потрудился и на этом многотрудном поприще. Укажем здесь для характеристики на два, на три факта из судебной его деятельности. М. И. по характеру своему был человек в высшей степени нравственный, меривший достоинство человека его нравственными качествами. Его всегда волновало, всегда возмущало, когда приходилось разрешать ему дело по совести — не совсем чистое, хотя юридически правое <…> Вот в таких-то делах и подобного рода совесть М. И. крайне возмущалась, и мы неоднократно наблюдали за его движениями, за его жестами, указывающими, что по совести ему тяжело было согласиться с таким решением, и подчас формальная правда, проводимая в решениях его сотоварищами, преклонялась пред тою материальною правдою, пред теми высокими нравственными началами, которые желал провести М. И. и в решениях по некоторым делам гражданского права. Была и другая черта в характере <…>, которая делала личность его для всех крайне симпатичною. Мы говорим о той доступности, о той предупредительности, с которой встречал М. И. всех и каждого, обращающегося к нему за справками, за советами по делам, находящимся у него в производстве. Проситель, уходя от М. И., выносил отрадное впечатление. Он в действительности убеждался, что суд для всех и каждого доступен, что с ним, просителем, человеком без всякой протекции, обращаются по-человечески, не выставляют пред ним атрибуты судебной власти, а проявляют эту власть только там, где ей место, то есть на суде в совершенно свободных, независимых, самостоятельных и неподкупных решениях, — черта крайне дорогая для судьи, который должен проявлять власть только в решениях судебных и быть вполне доступным, вполне предупредительным с просителями»
Коваленский в эти же годы опубликовал первую часть своего так и не оконченного труда «Новые начала политической экономии». В предисловии к работе Коваленский заявлял: «мы делаем первый шаг в новом направлении науки, которое, по нашему мнению, действительно может содействовать достижению истинного народного богатства — материального благосостояния всех отдельных личностей, составляющих народ». Современники считали, что труд Коваленского «в сущности, никаких новых начал в науку политической экономии не внес». Однако, они отмечали, что в этой книге автор — «добросовестно вооружился против установившегося мнения большинства политиков — экономов, односторонних последователей Адама Смита». Таким образом, и это также подмечали в своих воспоминаниях его потомки, М. И. Коваленский был противником революционных теорий, на разные лады обсуждаемых в русском либеральном обществе. В этом отношении от относится к политэкономам консервативного, так называемого «катковского» направления.

## Семья
С 29 апреля (11 мая) 1845 жена — Александра Григорьевна Карелина, детская писательница, дочь путешественника и естествоиспытателя Г. С. Карелина, от первого его брака. Сестра Елизаветы — супруги ботаника А. Н. Бекетова и бабушки Александра Блока. Александра Григорьевна Коваленская следовала за своим мужем по провинциальным городам и везде старалась принимать участие в общественной жизни. В Тифлисе она состояла членом Женского благотворительного общества Святой Нины, по инициативе которого была открыта Тифлисская женская гимназия, которой общество покровительствовало. Преподавателем в этой гимназии начинал службу её деверь, Дмитрий Ильич Коваленский. В Ставрополе она состояла членом правления Ставропольского женского благотворительного общества, покровительствовавшего Ставропольской женской гимназии.
Их дети:
- Александра Михайловна Марконет (05.04.1846-22.10.1907) — супруга известного московского юриста и адвоката А. Ф. Марконета. Потеряла рассудок.
- Михаил Михайлович Коваленский (13.06.1847-25.03.1865), студент Московского университета.
- Николай Михайлович Коваленский (16.08.1849-13.03.1910) — юрист, действительный статский советник, член Московской судебной палаты. Отец историка М. Н. Коваленского.
- Виктор Михайлович Коваленский (13.05.1857-1924) — математик, педагог. Преподавал в различных учебных заведениях. Статский советник[33]. Профессор, приват-доцент кафедры механики теоретической и практической (позднее — механики) физико-математического ф-та Московского у-та. Преподавал в университете как до, так и после Октябрьского переворота 1917 года. По воспоминаниям С. М. Соловьёва (младшего), став жертвой любовной семейной драмы, «был не в себе».
- Наталья Михайловна Дементьева (20.04.1852-02.1900) — супруга известного врача Е. М. Дементьева.
- Ольга Михайловна Соловьёва (27.08.1853 — 16.01.1903) — художница, иконописец, книжный иллюстратор, переводчица и публицист. Живописи училась в России у Поленова, затем во Флоренции, где интересовалась старой итальянской религиозной живописью и прерафаэлитами XIX в.; позднее увлеклась Васнецовым и Нестеровым. Её картины ежегодно экспонировались на выставках Московского товарищества передвижных художественных выставок и на аукционах, охотно раскупались. Писала она и иконы — в стиле прерафаэлитов; ей принадлежит роспись Спасо-Преображенского кафедрального собора в Тамбове в стиле al fresco — в духе итальянского живописца раннего Возрождения Мазаччо. Занималась книжной иллюстрацией (первое издание «Вечерних огней» Фета). Была известной переводчицей с английского: переводила сочинения Оскара Уайльда, Альфреда Виктора де Виньи, романы и пьесы Метерлинка, Массимо д`Азелио («Гектор Фиерамоска». М., 1874), английского юмориста Бернанда (F.С. Вurnand). Она открыла для России сочинения Дж. Рёскина, переведя его книги «Сезам и Лилии: три лекции. 1. О сокровищницах королей. 2. О садах королев. 3. О тайне жизни» (М., 1901) и «Искусство и действительность» (М., 1900). Её переводы с английского печатались в «Новом журнале иностранной литературы, искусства и науки», издававшемся Ф. И. Булгаковым. Занималась она и самостоятельной литературной деятельностью. Так, её перу принадлежат появившиеся в печати оригинальные рассказы: «Лицо», «La beata» («Северный вестник». 1896. № 7), «Мое знакомство с Веддером» (американский художник-символист). Участвовала в сборнике «Шесть святочных рассказов» (М., 1889). Покончила жизнь самоубийством (застрелилась) через две минуты после смерти мужа. Муж — М. С. Соловьёв (16.04.1862-16.01.1903), сын историка, ректора Московского университета С. М. Соловьёва (старшего). Их сын — С. М. Соловьёв (младший), русский религиозный поэт и философ периода раннего символизма начала XX в. (Серебряного века), с 1916 — православный, а впоследствии греко-католический священник.